# Ornithogalum falcatum
Ornithogalum falcatum là một loài thực vật có hoa trong họ Măng tây. Loài này được (G.J.Lewis) J.C.Manning & Goldblatt mô tả khoa học đầu tiên năm 2003.